# Hadsund Hallerne
Hadsund Hallerne (eller Hadsund Idrætscenter) er et idrætskompleks med bl.a. fodboldstadion i Hadsund som er hjemsted for byens fodboldklub Serie 1 klubben Hadsund Boldklub. Idrætscenteret har en størrelse på 4.933 m2 og er placeret tæt ved Hadsund Skole og nabo til idrætsanlæg, campingplads og vandrehjem.
Hadsund Idrætscenter består af fodboldstadion, 2 indendørshaller, multisal, skydebaner, spinning, boksehal, mødelokaler, motionscenter, 22 omklædningsrum og cafeteria.
Idrætscenteret er grundlagt i 1960'erne, og er siden udbygget i takt med det stigende behov. I dag omfatter bygningskomplekset to store idrætshaller, en multihal, et kamphus, en skydebane.

## Fodboldstadion
Hadsund Stadion har en tilskuerkapacitet på 2.000 (150 siddepladser) og har en størrelse på 105 x 68 m. Syd for Stadion er der anlagt 4 fodboldbaner.